# Jan Jarmołowicz
Jan Jarmołowicz (ur. ok. 1883, zm. 8 października 1944) – polski prawnik, sędzia Najwyższego Trybunału Administracyjnego w II Rzeczypospolitej.

## Życiorys
Na podstawie przepisów tymczasowych o urządzeniu sądownictwa w Królestwie Polskim został mianowany i 1 września 1917 objął stanowisko sędziego śledczego Sądu Okręgowego w Warszawie, z którego na własną prośbę w styczniu 1920 został zwolniony. W latach 20. XX w. pełnił funkcję Komisarza Rządu na m.st. Warszawę.
W latach 30. XX w. był sędzią Najwyższego Trybunału Administracyjnego.
Zamieszkiwał w kamienicy przy ulicy Kapucyńskiej 3 w Warszawie (w tym samym budynku mieszkał inny sędzia NTA, Wacław Borkowski).
Zmarł 8 października 1944. Został pochowany na cmentarzu Powązkowskim w Warszawie (kwatera Klin-11-2).

## Ordery i odznaczenia
- Krzyż Komandorski Orderu Odrodzenia Polski (11 listopada 1937)[6]
- Złoty Krzyż Zasługi (10 sierpnia 1924)[3]